# Haugesunds kommun
Haugesunds kommun (norska: Haugesund kommune) en kommun i landskapet Haugalandet i Rogaland fylke i sydvästra Norge, vars centralort är staden Haugesund.

## Administrativ historik
Haugesund skildes från Torvastads kommun som en självständig stad och kommun år 1855. Landsbygdskommunen Skåre tillfördes Haugesund den 1 januari 1958. 

## Tätorter
I Haugesunds kommun finns en tätort:
- Haugesund (centralort, del av)

## Socknar
Inom Norska kyrkan är Haugesunds kommun indelad i tre socknar:
- Rossabø socken
- Skåre socken
- Vår Frelsers socken

Socknarna ingår i Haugalands prosteri i Stavangers stift.

## Vänorter
- Søllerøds kommun, Danmark
- Ystad, Ystads kommun, Sverige
- Ekenäs, Finland
- Emden, Tyskland